# Fontevivo
Fontevivo ist eine norditalienische Gemeinde (comune) mit 5466 Einwohnern (Stand 31. Dezember 2023) in der Provinz Parma in der Emilia-Romagna. Die Gemeinde liegt etwa 14,5 Kilometer westnordwestlich von Parma östlich des Taro.

## Geschichte
Die Abtei von Fontevivo wurde 1142 errichtet und dem heiligen Bernhard geweiht.

## Persönlichkeiten
- Giuseppe Plancher (1870–1929), Chemiker

## Verkehr
Nördlich verläuft die Autostrada A1 von Mailand und Piacenza kommend Richtung Parma und weiter über Bologna zur Adria. Östlich führt die Autostrada A15 nach La Spezia.